# Can't Get Any Harder
"Can't Get Any Harder" é uma canção gravada por James Brown. Foi escrita e produzida pelos membros do C+C Music Factory e Leaders of the New School e aparece como faixa de abertura no álbum de Brown de 1992Universal James. Não foi recebida pelos críticos; a Allmusic a descreve como "se esforçando para ter credibilidade no rap", enquanto a revista  Entertainment Weekly a classificou como "lixo". Um single contendo diversos  remixes da canção foi lançado em 1993 e alcançou o número 76 da parada R&B. Foi o último single de Brown a entrar em alguma parada musical americana.